# Fehér marlin
A fehér marlin (Kajikia albida) a sugarasúszójú halak (Actinopterygii) osztályának sügéralakúak (Perciformes) rendjébe, ezen belül a vitorláskardoshal-félék (Istiophoridae) családjába tartozó faj.

## Előfordulása
A fehér marlin előfordulási területe az Atlanti-óceánban van; nagyjából az északi 45° és a déli 35°-45° szélességi körök között. A Földközi-tengerben és a franciaországi Bretagne környékén észrevett példányok, nagy valószínűséggel kóborló példányok voltak. Még nem ismert, hogy az északi és déli halak két külön állományt alkotnak-e vagy egyszer északon, máskor pedig délen tartózkodnak-e.

## Megjelenése
Általában 210 centiméteres, de elérheti a 300 centimétert is; 130-164 centiméteresen már felnőttnek számít. Az eddig kifogott legnehezebb példány 82,5 kilogrammot nyomott. A nőstény nagyobb a hímnél. A hátúszóján 43-52, a farok alatti úszóján 17-23 sugár van. A háti része kékesfekete, a hasi része ezüstös-fehér. Oldalai barnásak ezüstös-fehér csíkozással. A hasán 15 fehéres pontokból álló sor van. Mindkét hátúszó sötétkék; az első azonban fekete pontok vannak. A többi úszója barnás árnyalatú.

## Életmódja
Főleg a szubtrópusi nyílt vizek lakója. Azokat a helyeket kedveli, ahol a vízhőmérséklet 22-27 Celsius-fok közötti. A vízfelszíntől 150 méter mélységig lelhető fel; általában 100 méter mélyen. A kék marlin általában magányosan él; rajokat igen ritkán alkot. Nappal tevékeny. Táplálékai általában halak, azonban fejlábúak is.

## Szaporodása
Az íváshoz a mérsékelt övi és a trópusi példányok, kora nyáron a szubtrópusi vizekbe vándorolnak. Az ívás a mélyebb vizekben történik meg.

## Felhasználása
Ez a vitorláskardoshal rajta van a vándorló tengeri halakat védelmező, úgynevezett Annex I of the 1982 Convention on the Law of the Sea határozat listáján; azonban ennek ellenére folyik a kereskedelmi halászata, továbbá a sporthorgászok egyik kedvence. A helybéli halpiacokon frissen vagy fagyasztva árusítják. A húsa igen ízletes.

## Képek

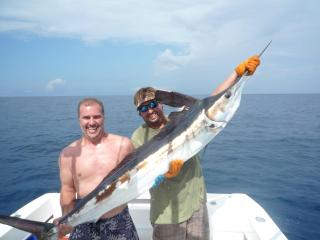
Kifogott példány
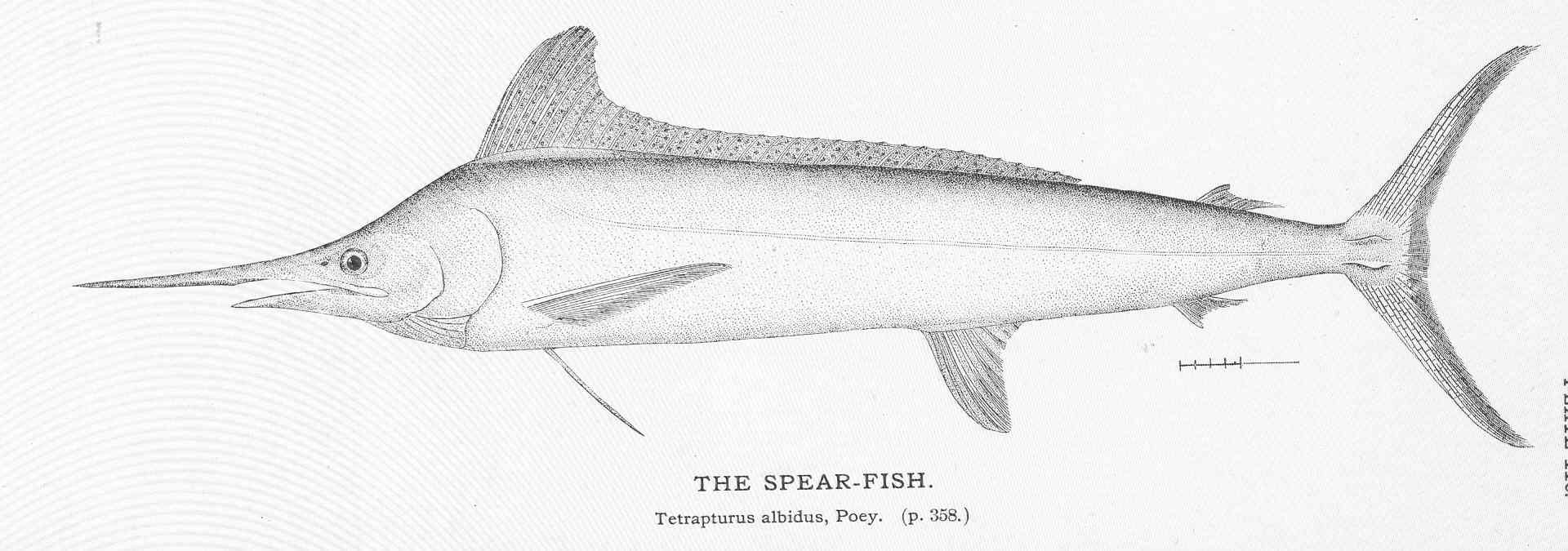
Régi rajz a halról